# Taiwan Power Company FC
De Taiwan Power Company FC is een voetbalclub uit Kaohsiung die zijn oorsprong vindt bij het bedrijf Taiwan Power Company.
Deze club speelt in de Taiwanese hoogste divisie, de Intercity Football League (opvolger van de Enterprise Football League).

## Prestaties in de AFC President`s Cup
AFC President's Cup: 5 deelnames
- 2005: Groepsronde
- 2008: Groeps ronde
- 2009: Groeps ronde
- 2011: kampioen
- 2012: kampioen

## Erelijst
Nationaal
- Intercity Football League: 2008, 2010, 2011
- Enterprise Football League: 1987, 1990, 1992, 1994, 1995, 1996, 1997, 1998, 1999, 2000/01, 2001-02, 2002/03, 2004, 2007, 2008
- CTFA Cup: 1997, 2000, 2002

Continentaal
- AFC President's Cup: 2011

## Bekende ex-spelers
- Huang Che-ming
- Yang Cheng-hsing